# کلیسای کارماراوور
کلیسای کارماراوور (ارمنی: Կարմրավոր եկեղեցի; انگلیسی: Karmravor Church) یک کلیسا حواری ارمنی واقع در آشتاراک، در استان آراگاتسوتن، ارمنستان می‌باشد. ساخت و ساز این ساختمان سده ۷ام میلادی؛ به پایان رسید. این بنا به سبک معماری ارمنی طراحی شده‌است.

## نگارخانه

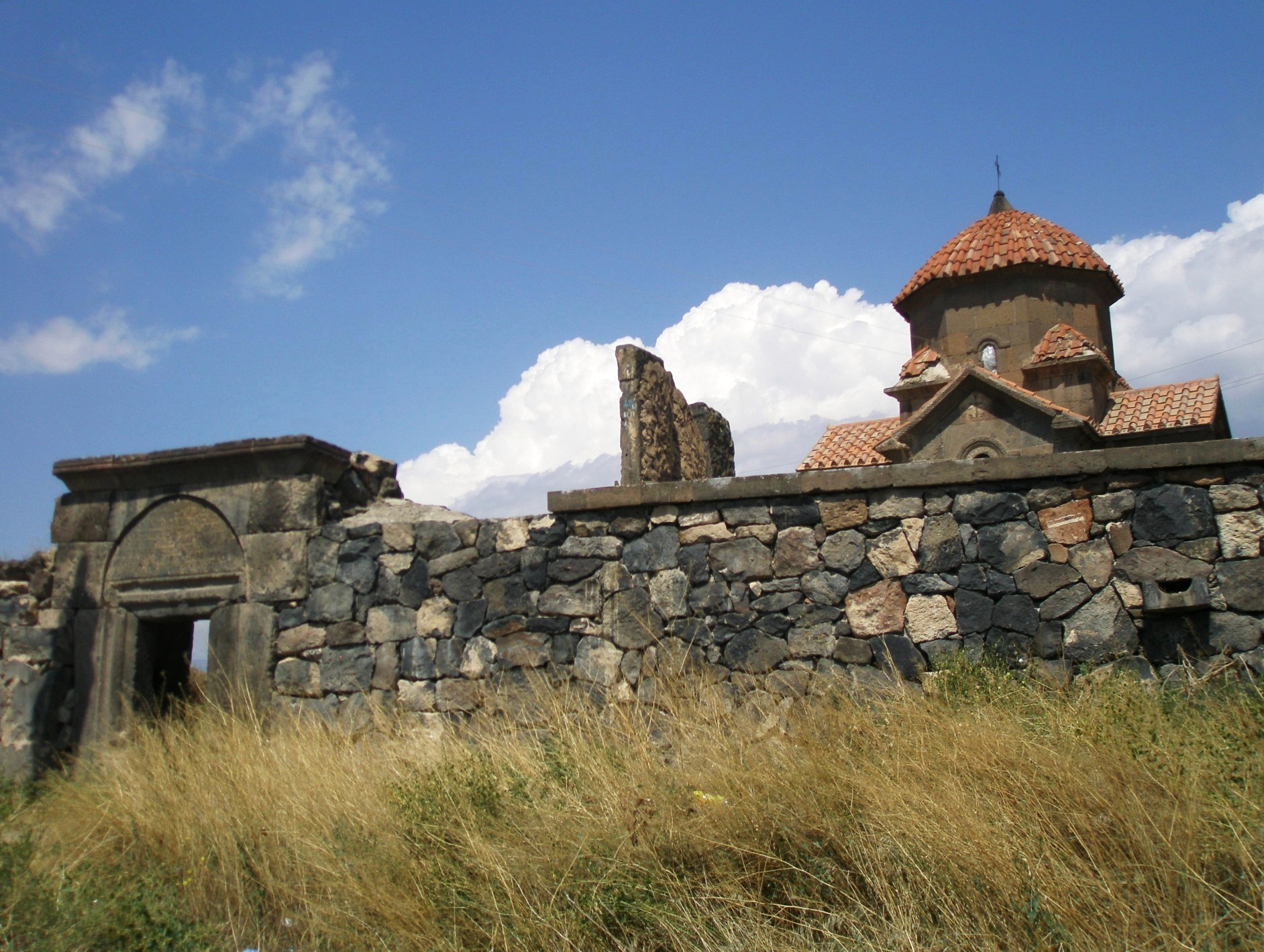
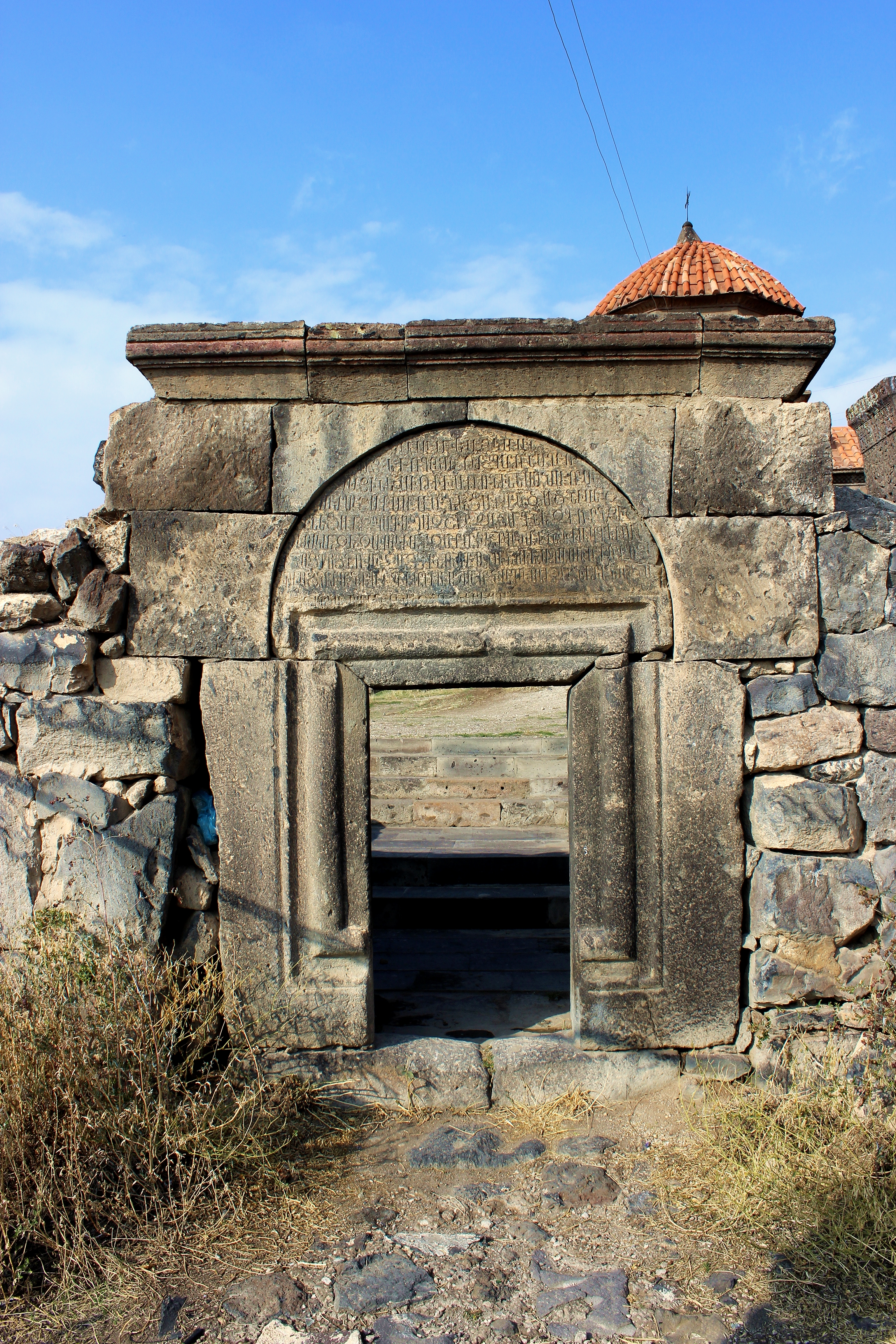
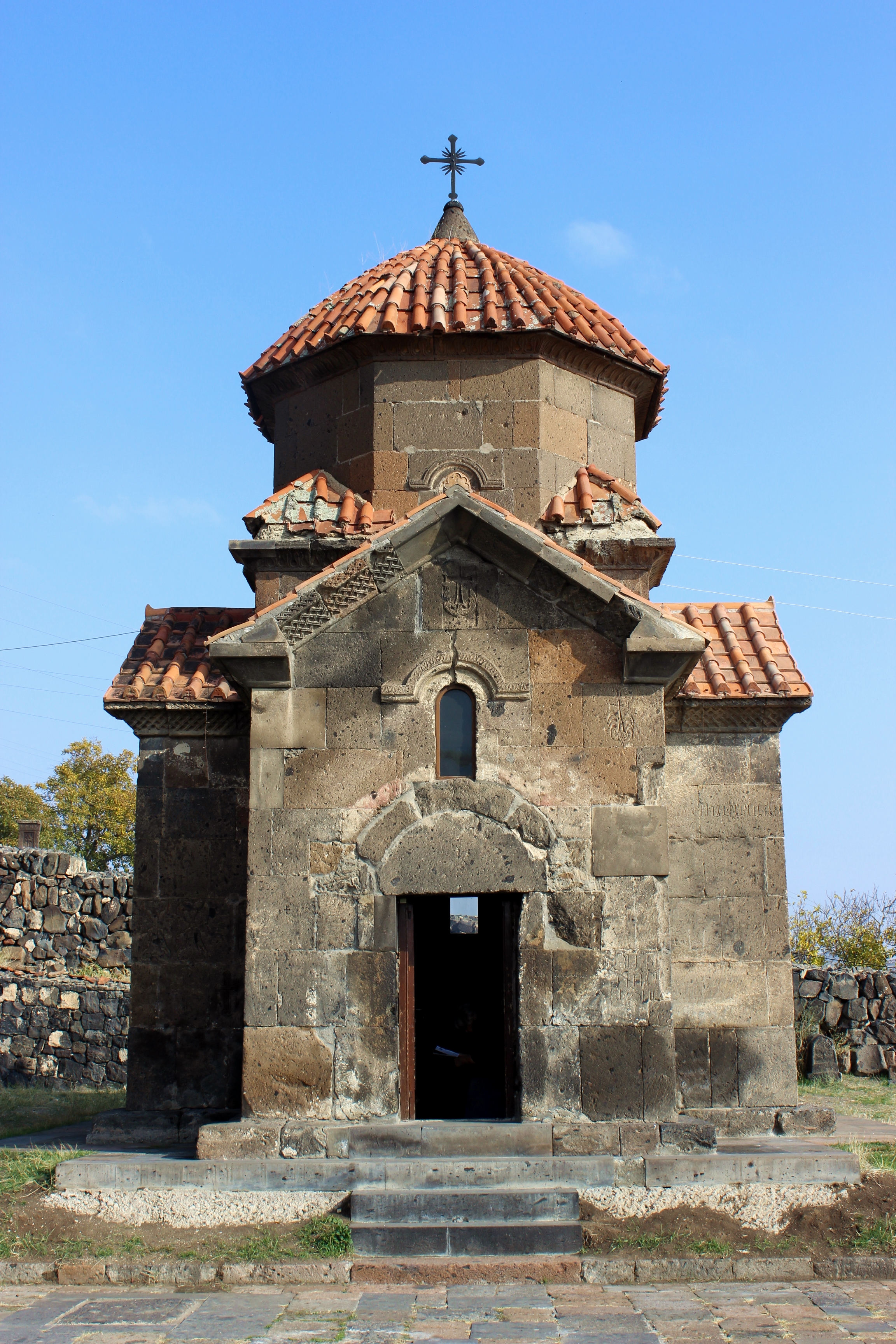
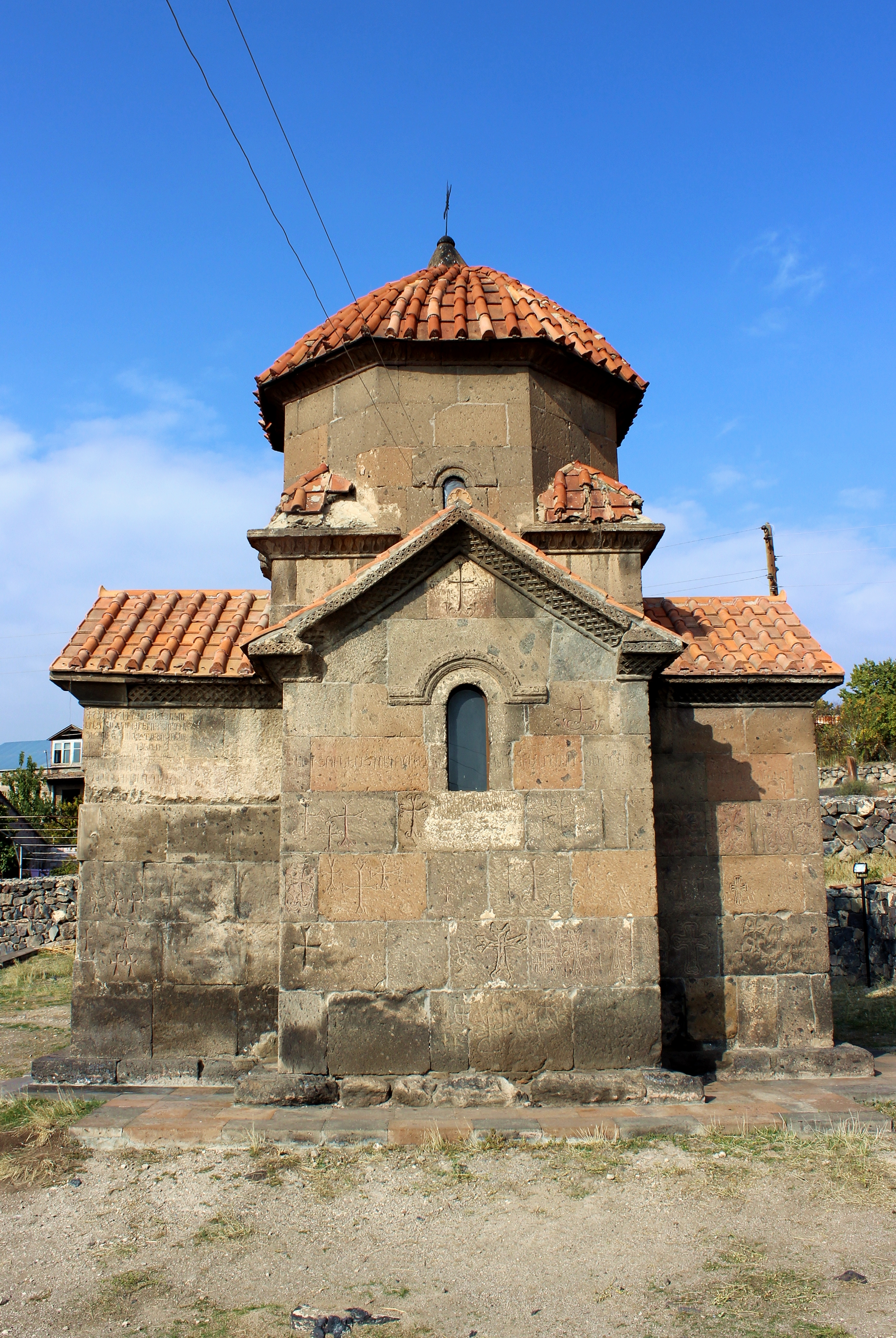
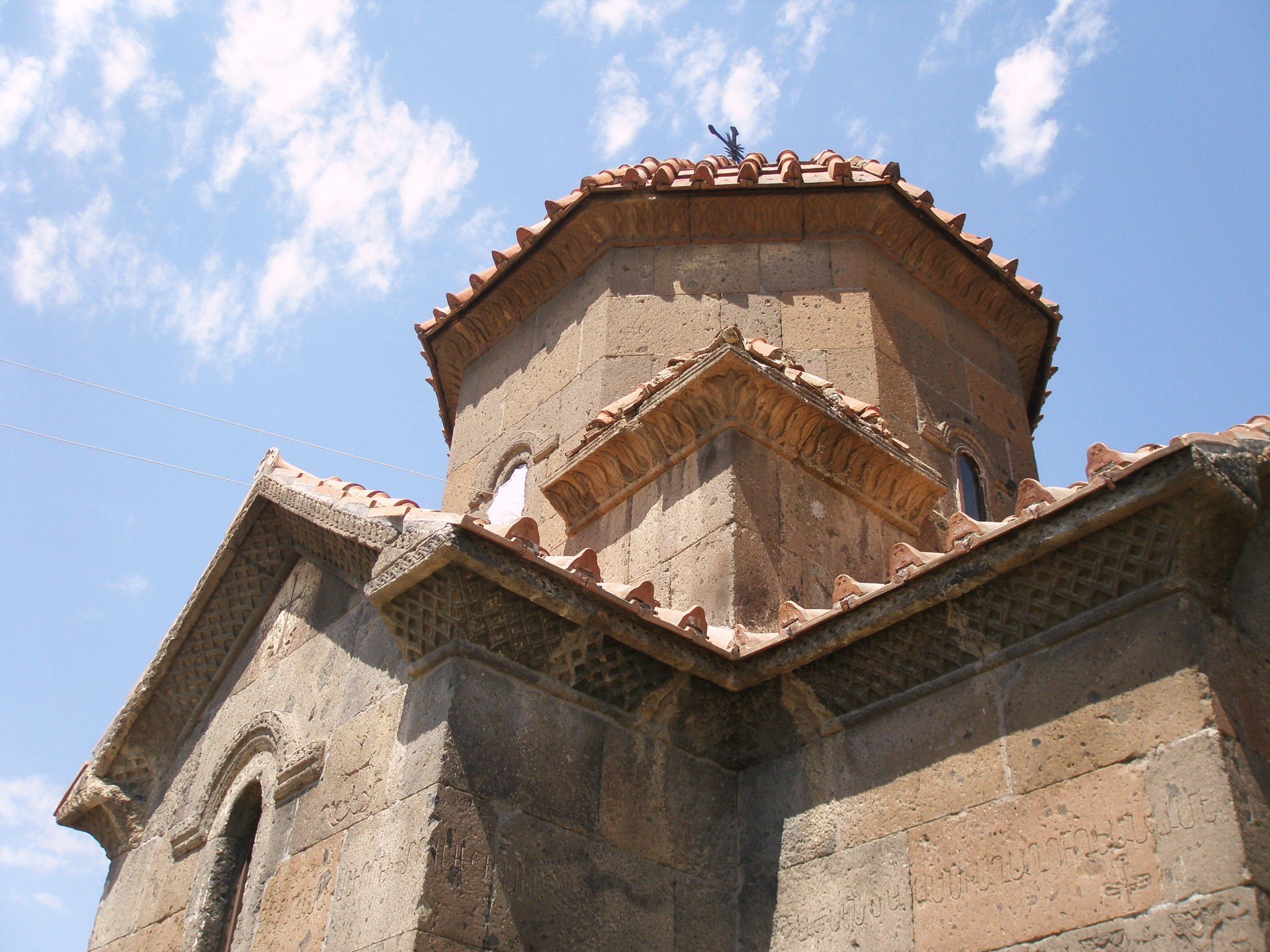
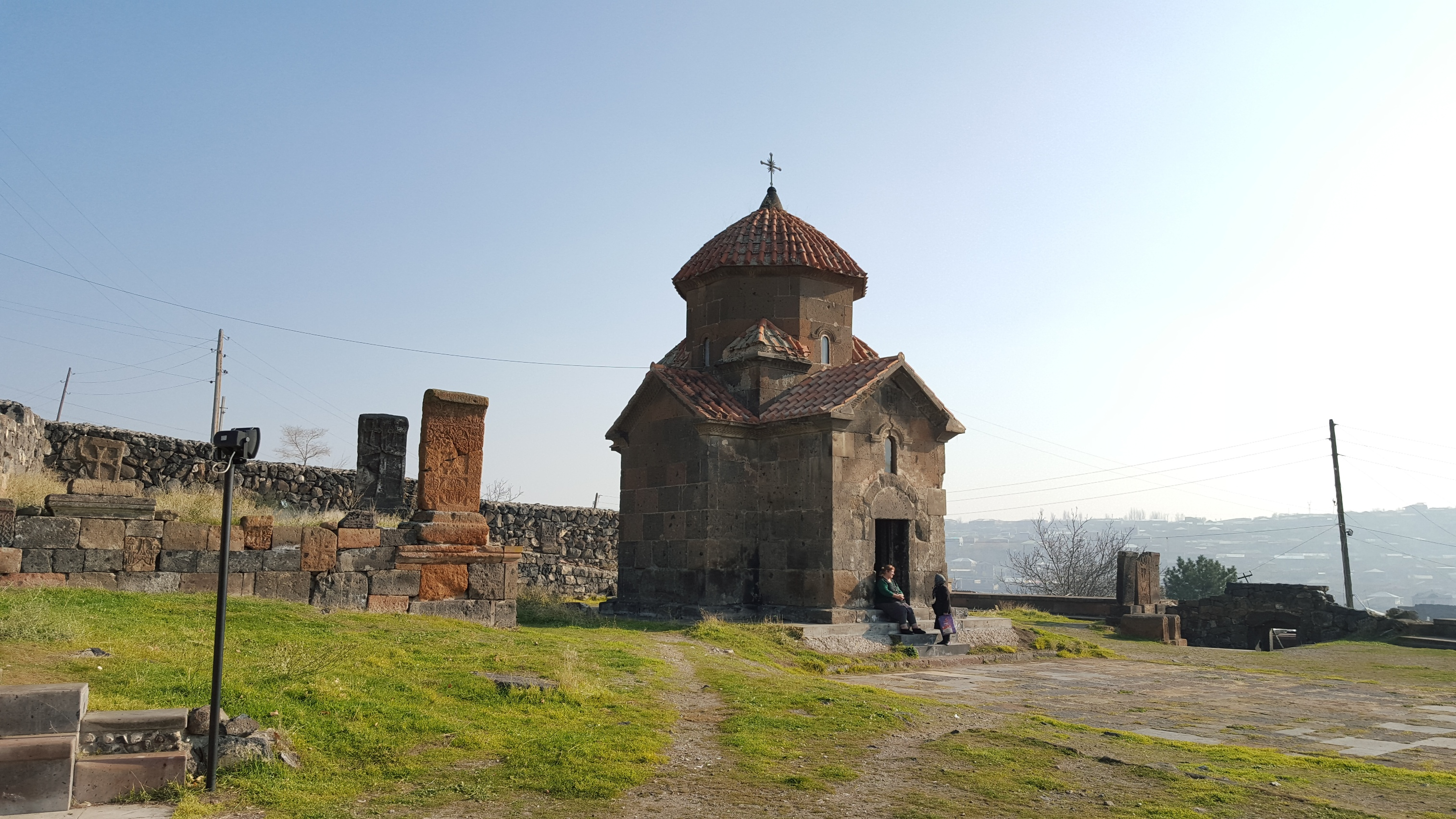
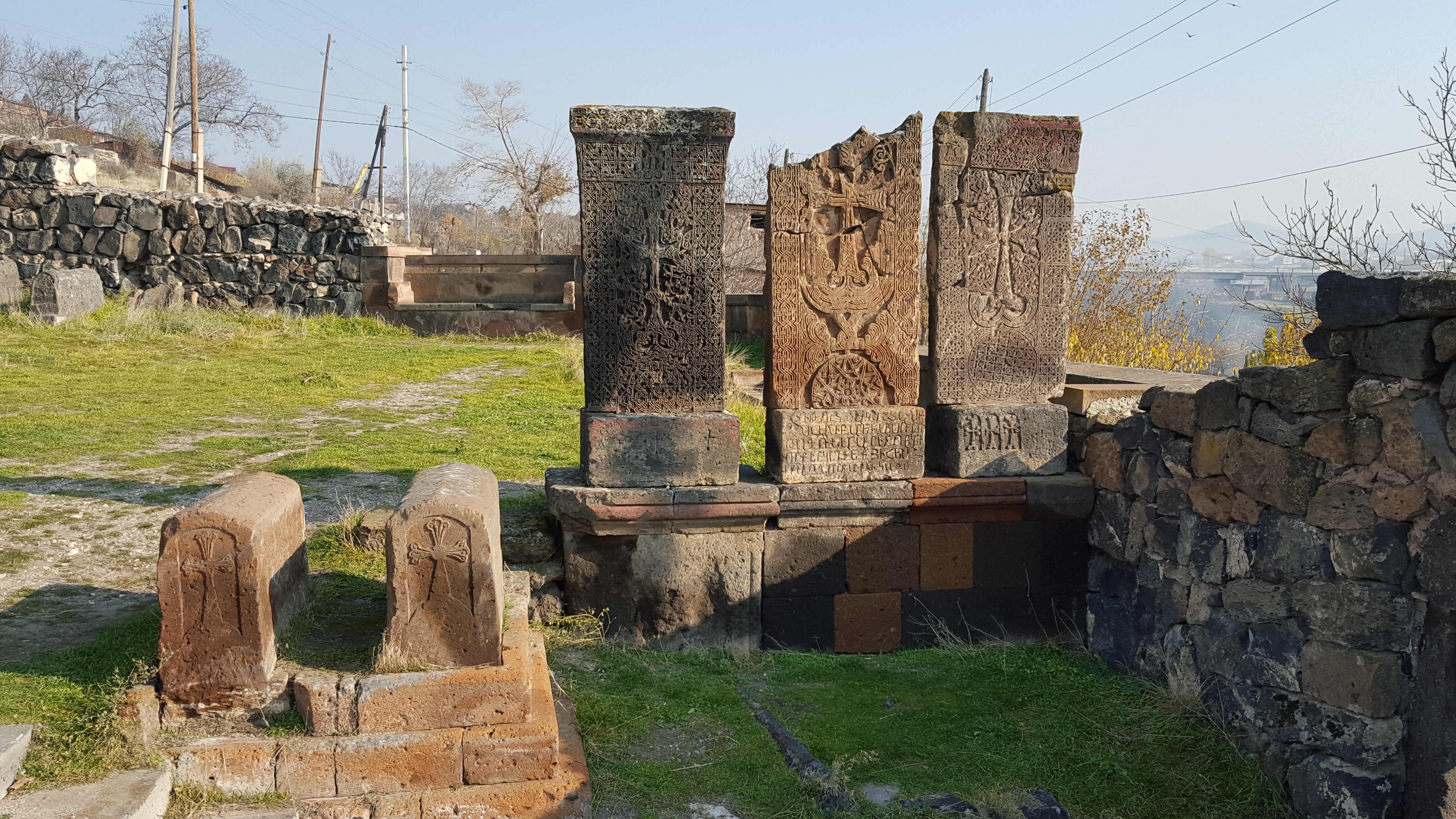
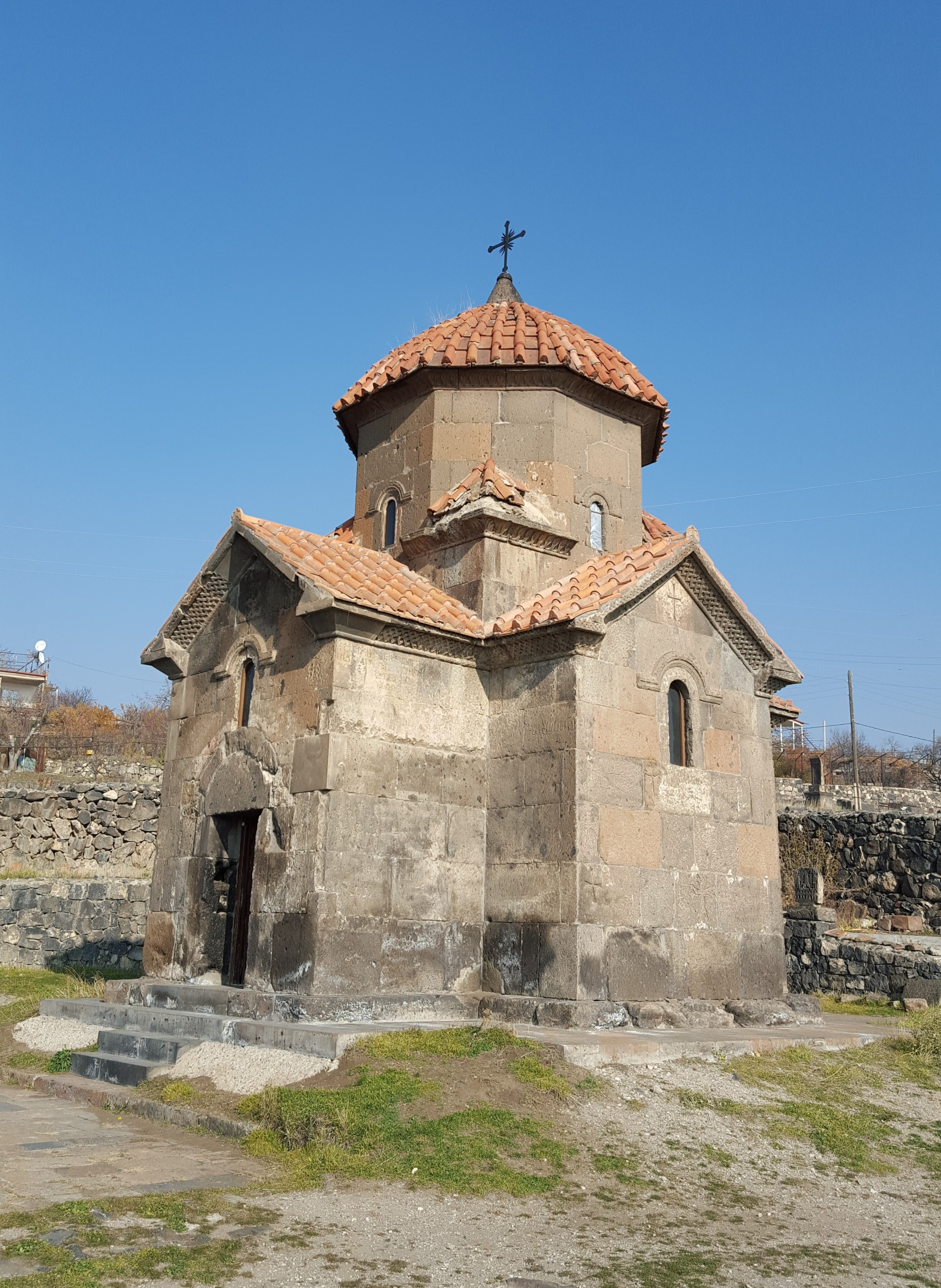
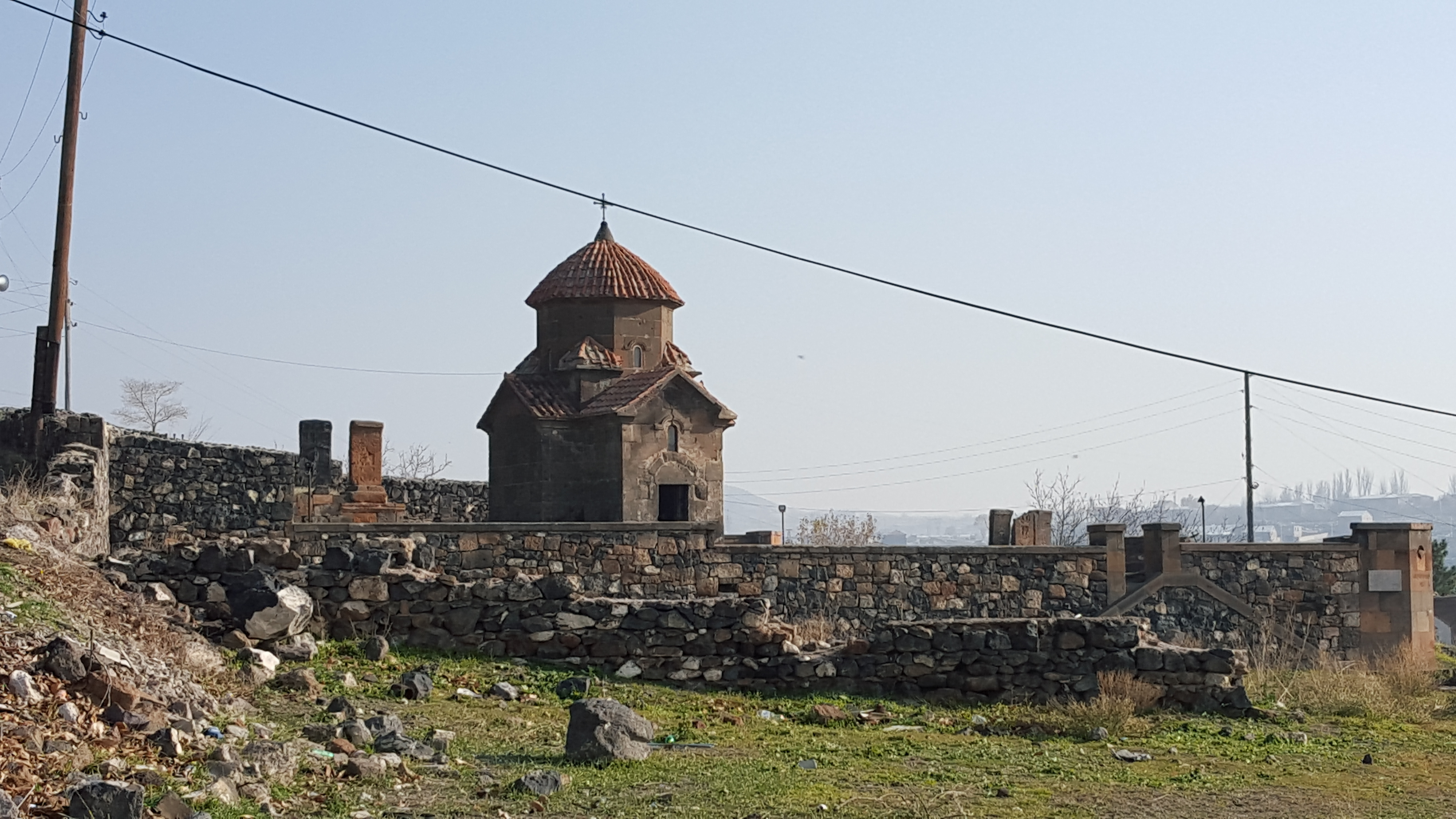
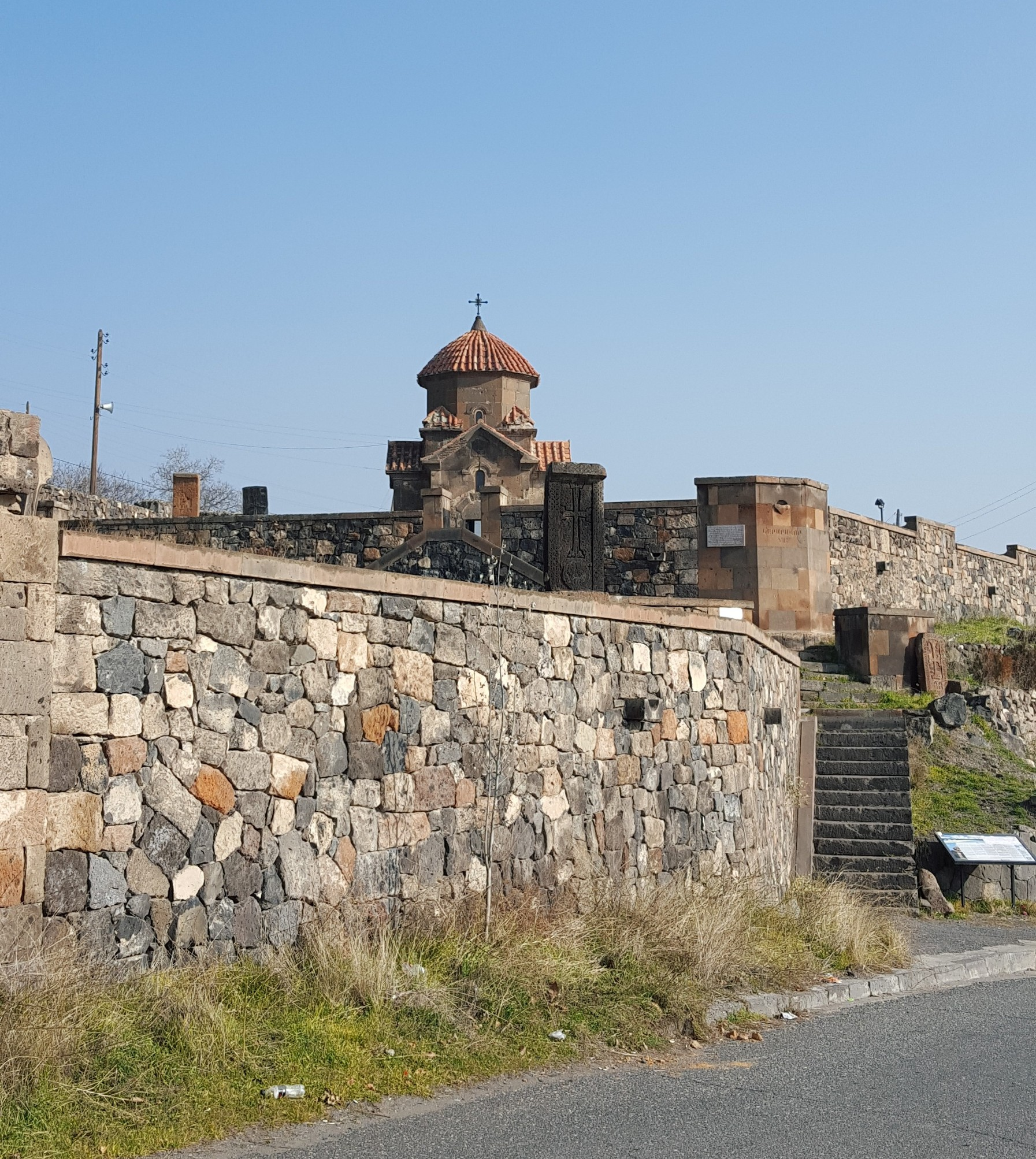
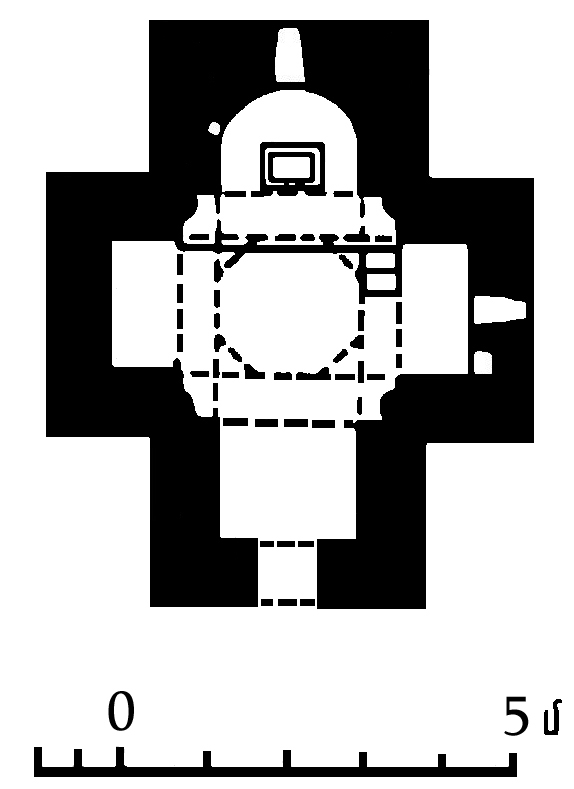